# Coca-Cola 600 2023
La Coca-Cola 600 2023 è stata una gara della NASCAR Cup Series tenutasi il 29 maggio 2023 allo Charlotte Motor Speedway di Concord, nella North Carolina, e la 64ª edizione dell'evento. Disputata su oltre 400 giri sullo speedway asfaltato di 1,5 miglia (2,4 km), è stata la 14ª gara della stagione 2023 della NASCAR Cup Series, nonché la terza delle quattro gare crown jewel. La gara è stata posticipata da domenica 28 maggio a lunedì 29 maggio a causa della pioggia.

## Il contesto

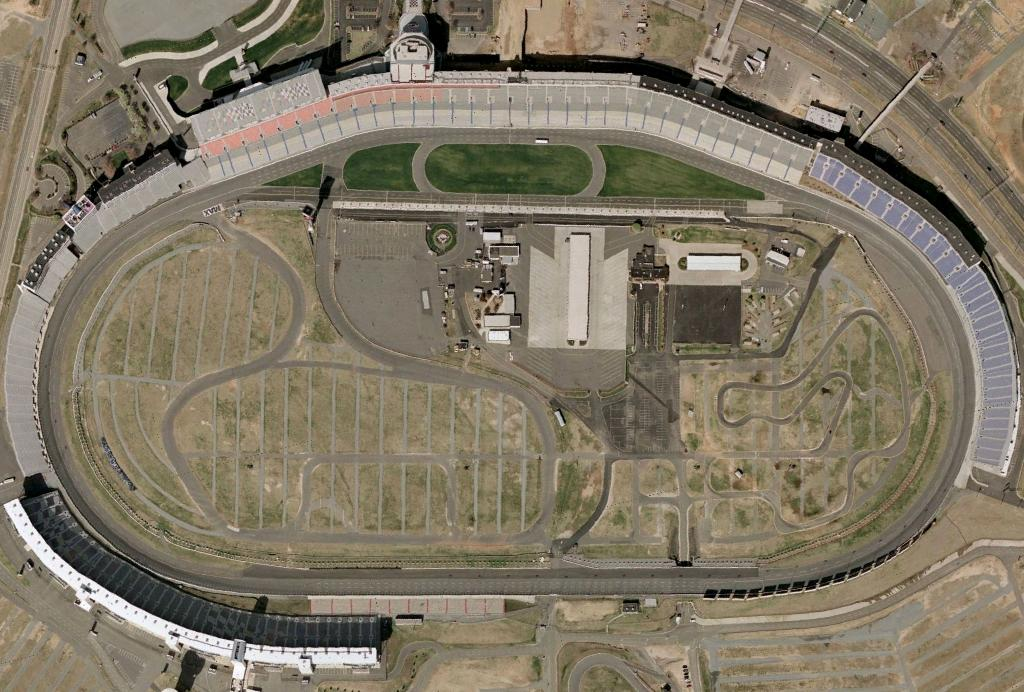
Il Charlotte Motor Speedway, il circuito dove si è svolta la gara

La gara si è tenuta allo Charlotte Motor Speedway, situato a Concord, nella North Carolina. Il complesso dello speedway comprende una pista quad-ovale di 1,5 miglia (2,4 km) utilizzata per la gara, oltre a una pista di dragster e una pista sterrata. Lo speedway è stato costruito nel 1959 da Bruton Smith ed è considerato il circuito di casa della NASCAR con molti team di corse con sede nell'area metropolitana di Charlotte. La pista è di proprietà e gestita dalla Speedway Motorsports Inc. (SMI) con Marcus Smith come presidente della pista.
Simile alla Daytona 500, che era una gara a quattro fasi (con la prima fase come gara di qualificazione), la Coca-Cola 600 è una gara a quattro fasi dove tutte e quattro le fasi sono nella gara principale stessa, programmate per consistere in 100 giri ciascuna. La gara è ufficiale dopo la seconda fase.

### Partecipanti
- (R) denota un pilota al 1º anno di partecipazione (rookie).
- (i) denota un pilota non idoneo per i punti pilota della serie.

| Nº                           | Pilota              | Squadra                  | Costruttore |
| ---------------------------- | ------------------- | ------------------------ | ----------- |
| 1                            | Ross Chastain       | Trackhouse Racing        | Chevrolet   |
| 2                            | Austin Cindric      | Team Penske              | Ford        |
| 3                            | Austin Dillon       | Richard Childress Racing | Chevrolet   |
| 4                            | Kevin Harvick       | Stewart-Haas Racing      | Ford        |
| 5                            | Kyle Larson         | Hendrick Motorsports     | Chevrolet   |
| 6                            | Brad Keselowski     | RFK Racing               | Ford        |
| 7                            | Corey LaJoie        | Spire Motorsports        | Chevrolet   |
| 8                            | Kyle Busch          | Richard Childress Racing | Chevrolet   |
| 9                            | Chase Elliott       | Hendrick Motorsports     | Chevrolet   |
| 10                           | Aric Almirola       | Stewart-Haas Racing      | Ford        |
| 11                           | Denny Hamlin        | Joe Gibbs Racing         | Toyota      |
| 12                           | Ryan Blaney         | Team Penske              | Ford        |
| 14                           | Chase Briscoe       | Stewart-Haas Racing      | Ford        |
| 15                           | J. J. Yeley (i)     | Rick Ware Racing         | Ford        |
| 16                           | A. J. Allmendinger  | Kaulig Racing            | Chevrolet   |
| 17                           | Chris Buescher      | RFK Racing               | Ford        |
| 19                           | Martin Truex Jr.    | Joe Gibbs Racing         | Toyota      |
| 20                           | Christopher Bell    | Joe Gibbs Racing         | Toyota      |
| 21                           | Harrison Burton     | Wood Brothers Racing     | Ford        |
| 22                           | Joey Logano         | Team Penske              | Ford        |
| 23                           | Bubba Wallace       | 23XI Racing              | Toyota      |
| 24                           | William Byron       | Hendrick Motorsports     | Chevrolet   |
| 31                           | Justin Haley        | Kaulig Racing            | Chevrolet   |
| 34                           | Michael McDowell    | Front Row Motorsports    | Ford        |
| 38                           | Zane Smith (i)      | Front Row Motorsports    | Ford        |
| 41                           | Ryan Preece         | Stewart-Haas Racing      | Ford        |
| 42                           | Noah Gragson (R)    | Legacy Motor Club        | Chevrolet   |
| 43                           | Erik Jones          | Legacy Motor Club        | Chevrolet   |
| 45                           | Tyler Reddick       | 23XI Racing              | Toyota      |
| 47                           | Ricky Stenhouse Jr. | JTG Daugherty Racing     | Chevrolet   |
| 48                           | Alex Bowman         | Hendrick Motorsports     | Chevrolet   |
| 51                           | Todd Gilliland      | Rick Ware Racing         | Ford        |
| 54                           | Ty Gibbs (R)        | Joe Gibbs Racing         | Toyota      |
| 77                           | Ty Dillon           | Spire Motorsports        | Chevrolet   |
| 78                           | Anthony Alfredo     | Live Fast Motorsports    | Chevrolet   |
| 84                           | Jimmie Johnson      | Legacy Motor Club        | Chevrolet   |
| 99                           | Daniel Suárez       | Trackhouse Racing        | Chevrolet   |
| Lista ufficiale partecipanti |                     |                          |             |

## Prove libere
Le prove libere sono state annullate a causa del maltempo.

## Qualifiche
Le qualifiche sono state annullate a causa del maltempo. William Byron si è aggiudicato la pole per la gara in seguito alla formula pandemica della NASCAR con un punteggio di 2.550.

### Risultati
| 1                             | 24 | William Byron       | Hendrick Motorsports     | Chevrolet |
| 2                             | 4  | Kevin Harvick       | Stewart-Haas Racing      | Ford      |
| 3                             | 6  | Brad Keselowski     | RFK Racing               | Ford      |
| 4                             | 11 | Denny Hamlin        | Joe Gibbs Racing         | Toyota    |
| 5                             | 8  | Kyle Busch          | Richard Childress Racing | Chevrolet |
| 6                             | 9  | Chase Elliott       | Hendrick Motorsports     | Chevrolet |
| 7                             | 23 | Bubba Wallace       | 23XI Racing              | Toyota    |
| 8                             | 12 | Ryan Blaney         | Team Penske              | Ford      |
| 9                             | 20 | Christopher Bell    | Joe Gibbs Racing         | Toyota    |
| 10                            | 47 | Ricky Stenhouse Jr. | JTG Daugherty Racing     | Chevrolet |
| 11                            | 17 | Chris Buescher      | RFK Racing               | Ford      |
| 12                            | 5  | Kyle Larson         | Hendrick Motorsports     | Chevrolet |
| 13                            | 21 | Harrison Burton     | Wood Brothers Racing     | Ford      |
| 14                            | 1  | Ross Chastain       | Trackhouse Racing        | Chevrolet |
| 15                            | 45 | Tyler Reddick       | 23XI Racing              | Toyota    |
| 16                            | 31 | Justin Haley        | Kaulig Racing            | Chevrolet |
| 17                            | 22 | Joey Logano         | Team Penske              | Ford      |
| 18                            | 19 | Martin Truex Jr.    | Joe Gibbs Racing         | Toyota    |
| 19                            | 54 | Ty Gibbs (R)        | Joe Gibbs Racing         | Toyota    |
| 20                            | 14 | Chase Briscoe       | Stewart-Haas Racing      | Ford      |
| 21                            | 2  | Austin Cindric      | Team Penske              | Ford      |
| 22                            | 41 | Ryan Preece         | Stewart-Haas Racing      | Ford      |
| 23                            | 10 | Aric Almirola       | Stewart-Haas Racing      | Ford      |
| 24                            | 99 | Daniel Suárez       | Trackhouse Racing        | Chevrolet |
| 25                            | 7  | Corey LaJoie        | Spire Motorsports        | Chevrolet |
| 26                            | 43 | Erik Jones          | Legacy Motor Club        | Chevrolet |
| 27                            | 16 | A. J. Allmendinger  | Kaulig Racing            | Chevrolet |
| 28                            | 42 | Noah Gragson (R)    | Legacy Motor Club        | Chevrolet |
| 29                            | 38 | Zane Smith (i)      | Front Row Motorsports    | Ford      |
| 30                            | 34 | Michael McDowell    | Front Row Motorsports    | Ford      |
| 31                            | 48 | Alex Bowman         | Hendrick Motorsports     | Chevrolet |
| 32                            | 77 | Ty Dillon           | Spire Motorsports        | Chevrolet |
| 33                            | 3  | Austin Dillon       | Richard Childress Racing | Chevrolet |
| 34                            | 78 | B. J. McLeod        | Live Fast Motorsports    | Chevrolet |
| 35                            | 51 | Todd Gilliland      | Rick Ware Racing         | Ford      |
| 36                            | 15 | J. J. Yeley         | Rick Ware Racing         | Ford      |
| 37                            | 84 | Jimmie Johnson      | Legacy Motor Club        | Chevrolet |
| Griglia ufficiale di partenza |    |                     |                          |           |

## Gara

### Resoconto
Ryan Blaney ha vinto la gara guidando una Ford per il Team Penske. È stata la prima vittoria di Blaney in una gara della Cup Series dalla NASCAR All-Star Race del 2022 e la sua prima vittoria a punti dalla Coke Zero Sugar 400 2021. Chase Elliott è stato sospeso dalla gara successiva dopo aver intenzionalmente colpito il lato destro la macchina di Denny Hamlin nel dog-leg del rettilineo principale, causando un incidente. Mercoledì 31 maggio, la NASCAR ha imposto una penalità L3 alla vettura numero 14 della Stewart–Haas Racing di Chase Briscoe per aver contraffatto un pezzo di ricambio monomarca: la penalità è stata la più grande penalità di squadra singola mai verificatasi nell'era Next Gen, con il team di Briscoe a che subito la sottrazione di 120 punti pilota e proprietario e 25 punti nei playoff. Inoltre, il capo meccanico di Briscoe, Johnny Klausmeier, è stato sospeso per sei gare e la squadra è stata multata di $250.000.

### Risultati

#### Risultati Stage
Stage 1
Giri: 100
| Pos                         | Nº | Pilota              | Squadra                  | Costruttore | Punti |
| --------------------------- | -- | ------------------- | ------------------------ | ----------- | ----- |
| 1                           | 24 | William Byron       | Hendrick Motorsports     | Chevrolet   | 10    |
| 2                           | 20 | Christopher Bell    | Joe Gibbs Racing         | Toyota      | 9     |
| 3                           | 12 | Ryan Blaney         | Team Penske              | Ford        | 8     |
| 4                           | 45 | Tyler Reddick       | 23XI Racing              | Toyota      | 7     |
| 5                           | 19 | Martin Truex Jr.    | Joe Gibbs Racing         | Toyota      | 6     |
| 6                           | 11 | Denny Hamlin        | Joe Gibbs Racing         | Toyota      | 5     |
| 7                           | 8  | Kyle Busch          | Richard Childress Racing | Chevrolet   | 4     |
| 8                           | 6  | Brad Keselowski     | RFK Racing               | Ford        | 3     |
| 9                           | 5  | Kyle Larson         | Hendrick Motorsports     | Chevrolet   | 2     |
| 10                          | 47 | Ricky Stenhouse Jr. | JTG Daugherty Racing     | Chevrolet   | 1     |
| Risultati ufficiali Stage 1 |    |                     |                          |             |       |

Stage 2
Giri: 100
| Pos                         | Nº | Pilota           | Squadra              | Costruttore | Punti |
| --------------------------- | -- | ---------------- | -------------------- | ----------- | ----- |
| 1                           | 17 | Chris Buescher   | RFK Racing           | Ford        | 10    |
| 2                           | 4  | Kevin Harvick    | Stewart-Haas Racing  | Ford        | 9     |
| 3                           | 6  | Brad Keselowski  | RFK Racing           | Ford        | 8     |
| 4                           | 22 | Joey Logano      | Team Penske          | Ford        | 7     |
| 5                           | 12 | Ryan Blaney      | Team Penske          | Ford        | 6     |
| 6                           | 20 | Christopher Bell | Joe Gibbs Racing     | Toyota      | 5     |
| 7                           | 54 | Ty Gibbs (R)     | Joe Gibbs Racing     | Toyota      | 4     |
| 8                           | 24 | William Byron    | Hendrick Motorsports | Chevrolet   | 3     |
| 9                           | 1  | Ross Chastain    | Trackhouse Racing    | Chevrolet   | 2     |
| 10                          | 23 | Bubba Wallace    | 23XI Racing          | Toyota      | 1     |
| Risultati ufficiali Stage 2 |    |                  |                      |             |       |

Stage 3
Giri: 100
| Pos                         | Nº | Pilota              | Squadra                  | Costruttore | Punti |
| --------------------------- | -- | ------------------- | ------------------------ | ----------- | ----- |
| 1                           | 12 | Ryan Blaney         | Team Penske              | Ford        | 10    |
| 2                           | 45 | Tyler Reddick       | 23XI Racing              | Toyota      | 9     |
| 3                           | 19 | Martin Truex Jr.    | Joe Gibbs Racing         | Toyota      | 8     |
| 4                           | 24 | William Byron       | Hendrick Motorsports     | Chevrolet   | 7     |
| 5                           | 54 | Ty Gibbs (R)        | Joe Gibbs Racing         | Toyota      | 6     |
| 6                           | 5  | Kyle Larson         | Hendrick Motorsports     | Chevrolet   | 5     |
| 7                           | 8  | Kyle Busch          | Richard Childress Racing | Chevrolet   | 4     |
| 8                           | 4  | Kevin Harvick       | Stewart-Haas Racing      | Ford        | 3     |
| 9                           | 47 | Ricky Stenhouse Jr. | JTG Daugherty Racing     | Chevrolet   | 2     |
| 10                          | 48 | Alex Bowman         | Hendrick Motorsports     | Chevrolet   | 1     |
| Risultati ufficiali Stage 3 |    |                     |                          |             |       |

#### Final Stage
Stage 4
Giri: 100
| Pos                      | Griglia | Nº | Pilota              | Squadra                  | Costruttore | Giri | Punti |
| ------------------------ | ------- | -- | ------------------- | ------------------------ | ----------- | ---- | ----- |
| 1                        | 8       | 12 | Ryan Blaney         | Team Penske              | Ford        | 400  | 64    |
| 2                        | 1       | 24 | William Byron       | Hendrick Motorsports     | Chevrolet   | 400  | 55    |
| 3                        | 18      | 19 | Martin Truex Jr.    | Joe Gibbs Racing         | Toyota      | 400  | 48    |
| 4                        | 7       | 23 | Bubba Wallace       | 23XI Racing              | Toyota      | 400  | 34    |
| 5                        | 15      | 45 | Tyler Reddick       | 23XI Racing              | Toyota      | 400  | 48    |
| 6                        | 5       | 8  | Kyle Busch          | Richard Childress Racing | Chevrolet   | 400  | 39    |
| 7                        | 10      | 47 | Ricky Stenhouse Jr. | JTG Daugherty Racing     | Chevrolet   | 400  | 33    |
| 8                        | 11      | 17 | Chris Buescher      | RFK Racing               | Ford        | 400  | 39    |
| 9                        | 33      | 3  | Austin Dillon       | Richard Childress Racing | Chevrolet   | 400  | 28    |
| 10                       | 29      | 38 | Zane Smith (i)      | Front Row Motorsports    | Ford        | 400  | 0     |
| 11                       | 2       | 4  | Kevin Harvick       | Stewart-Haas Racing      | Ford        | 400  | 38    |
| 12                       | 31      | 48 | Alex Bowman         | Hendrick Motorsports     | Chevrolet   | 400  | 26    |
| 13                       | 22      | 41 | Ryan Preece         | Stewart-Haas Racing      | Ford        | 400  | 24    |
| 14                       | 27      | 16 | A. J. Allmendinger  | Kaulig Racing            | Chevrolet   | 400  | 23    |
| 15                       | 16      | 31 | Justin Haley        | Kaulig Racing            | Chevrolet   | 400  | 22    |
| 16                       | 36      | 15 | J. J. Yeley (i)     | Rick Ware Racing         | Ford        | 400  | 0     |
| 17                       | 25      | 7  | Corey LaJoie        | Spire Motorsports        | Chevrolet   | 400  | 20    |
| 18                       | 13      | 21 | Harrison Burton     | Wood Brothers Racing     | Ford        | 400  | 19    |
| 19                       | 3       | 6  | Brad Keselowski     | RFK Racing               | Ford        | 400  | 29    |
| 20                       | 20      | 14 | Chase Briscoe       | Stewart-Haas Racing      | Ford        | 400  | -103  |
| 21                       | 17      | 22 | Joey Logano         | Team Penske              | Ford        | 400  | 23    |
| 22                       | 14      | 1  | Ross Chastain       | Trackhouse Racing        | Chevrolet   | 400  | 17    |
| 23                       | 24      | 99 | Daniel Suárez       | Trackhouse Racing        | Chevrolet   | 400  | 14    |
| 24                       | 9       | 20 | Christopher Bell    | Joe Gibbs Racing         | Toyota      | 400  | 27    |
| 25                       | 23      | 10 | Aric Almirola       | Stewart-Haas Racing      | Ford        | 400  | 12    |
| 26                       | 19      | 54 | Ty Gibbs (R)        | Joe Gibbs Racing         | Toyota      | 398  | 21    |
| 27                       | 32      | 77 | Ty Dillon           | Spire Motorsports        | Chevrolet   | 397  | 10    |
| 28                       | 30      | 34 | Michael McDowell    | Front Row Motorsports    | Ford        | 396  | 9     |
| 29                       | 34      | 78 | B. J. McLeod        | Live Fast Motorsports    | Chevrolet   | 392  | 8     |
| 30                       | 12      | 5  | Kyle Larson         | Hendrick Motorsports     | Chevrolet   | 377  | 14    |
| 31                       | 21      | 2  | Austin Cindric      | Team Penske              | Ford        | 369  | 6     |
| 32                       | 26      | 43 | Erik Jones          | Legacy Motor Club        | Chevrolet   | 341  | 5     |
| 33                       | 35      | 51 | Todd Gilliland      | Rick Ware Racing         | Ford        | 265  | 4     |
| 34                       | 6       | 9  | Chase Elliott       | Hendrick Motorsports     | Chevrolet   | 185  | 3     |
| 35                       | 4       | 11 | Denny Hamlin        | Joe Gibbs Racing         | Toyota      | 185  | 7     |
| 36                       | 28      | 42 | Noah Gragson (R)    | Legacy Motor Club        | Chevrolet   | 117  | 1     |
| 37                       | 37      | 84 | Jimmie Johnson      | Legacy Motor Club        | Chevrolet   | 115  | 1     |
| Risultati ufficiali gara |         |    |                     |                          |             |      |       |

### Statistiche della gara
- Cambiamenti 1ª posizione: 31, con 13 piloti diversi
- Cautions/Giri: 16 caution per 83 giri
- Bandiere rosse: 1 per 30 minuti e 48 secondi
- Tempo di gara: 4 ore, 58 minuti e 50 secondi
- Velocità media: 120,465 miglia orarie (193,870 km/h)

## Classifica dopo la gara

### Classifica piloti
| 1                           | Ross Chastain       | 446        |
| 2                           | Ryan Blaney         | 445 (–1)   |
| 3                           | William Byron       | 442 (–4)   |
| 4                           | Kevin Harvick       | 438 (–8)   |
| 5                           | Martin Truex Jr.    | 433 (–13)  |
| 6                           | Christopher Bell    | 429 (–17)  |
| 7                           | Tyler Reddick       | 409 (–37)  |
| 8                           | Denny Hamlin        | 400 (–46)  |
| 9                           | Brad Keselowski     | 394 (–52)  |
| 10                          | Kyle Busch          | 392 (–54)  |
| 11                          | Kyle Larson         | 377 (–69)  |
| 12                          | Chris Buescher      | 368 (–78)  |
| 13                          | Ricky Stenhouse Jr. | 358 (–88)  |
| 14                          | Joey Logano         | 357 (–89)  |
| 15                          | Bubba Wallace       | 327 (–119) |
| 16                          | Alex Bowman         | 296 (–150) |
| Classifica piloti ufficiale |                     |            |

### Classifica costruttori
| Pos | Costruttore | Punti     |
| --- | ----------- | --------- |
| 1   | Chevrolet   | 527       |
| 2   | Toyota      | 488 (–39) |
| 3   | Ford        | 478 (–49) |

- Nota: solo le prime 16 posizioni sono incluse per la classifica piloti.
- . – Il pilota si è assicurato un posto nei playoff della NASCAR Cup Series.